# Epoóforo
O epoóforo é um elemento da genitália humana cujas funções ainda não são bem percebidas, contudo, julga-se que assuma uma função de suporte e se tenha desenvolvido paralelamente ao bipedismo. Conjunto de túbulos rudimentares na mesossalpinge, entre o ovário e o tubo uterino e correspondente ao epidídimo no homem.

## Doenças
Não existem doenças associadas ao epoóforo, contudo, a sua inflamação é relativamente comum. Havendo casos em que este pode inchar e, quando excede a capacidade elástica dos tecidos envolventes, rebentar. Estima-se que cerca de 10.000 pessoas morram todos os anos devido a uma septicemia originada por uma rebentação do epoóforo.
Os motivos de de inflamação do epoóforo são relativamente desconhecidos, contudo alguns autores acusaram uma estranha reação com um componente comum de rebuçados de mentol de baixo custo.

### Sintomas de inflamação
- Náuseas
- Dor de cabeça
- Comichão nas virilhas
- Orelhas dormentes
- Taquicardia

Febre